# توماس غراهام
توماس غراهام (بالإنجليزية: Thomas Graham)‏ (و. 1805 – 1869 م) هو كيميائي، وأستاذ جامعي، من المملكة المتحدة، ولد في غلاسكو، وكان عضوًا في الجمعية الملكية، والأكاديمية الروسية للعلوم، والأكاديمية البروسية للعلوم، والأكاديمية الأمريكية للفنون والعلوم، والأكاديمية الملكية السويدية للعلوم، توفي في لندن، عن عمر يناهز 64 عاماً.

## التعليم
تعلم في جامعة إدنبرة.

## مناصب وهيئات
أدار جامعة لندن.

## جوائز
حصل على جوائز منها:
- وسام كوبلي (1862)
- قلادة ملكية
- زميل في الجمعية الملكية.

## روابط خارجية
- توماس غراهام على موقع الموسوعة البريطانية (الإنجليزية)